# Calpúrnia (filla de Calpurni Bèstia)
Calpúrnia (llatí: Calpurnia) era filla de Luci Calpurni Bèstia, cònsol romà l'any 111 aC. Es va casar amb Publi Antisti, i va ser mare d'Antístia, la primera muller de Pompeu Magne. A la mort del seu espòs Publi Antisti l'any 82 aC per ordre de Màrius el Jove, es va suïcidar.